# حملة طهماسب عام 1731
كانت حملة عام 1731 محاولة فاشلة لطهماسب الثاني من السلالة الصفوية لشن هجوم على القوقاز العثمانية، انتهت بهزيمة كارثية مع خسارة كل المكاسب التي حققها نادر شاه في العام السابق. انقلبت نتيجة هذه الكارثة العسكرية تحديدًا مع عودة نادر من الشرق، ولكن كان لها تأثير أكبر بكثير على السلالة الصفوية نفسها، إذ ختم طهماسب الثاني مصيره ببدء هذه الحملة المشؤومة.

## خلفية
توجب على نادر إلغاء الغزو المخطط له للأراضي العثمانية في القوقاز، لأن الأفغان تمردوا بقيادة العبدلي وغزوا خراسان، وحاصروا عاصمتها الإقليمية مشهد. فجمع ودرّب مجندين جدد خلال شتاء عام 1731 في شمال فارس، ثم انطلق شرقًا لتأمين الجانب الأيمن للإمبراطورية. تحايل رجال حاشية طهماسب الثاني، الذي تولى العرش المستعاد حديثًا مراقبًا (الذي يدين به لنادر)، عليه ليتولى الميدان بنفسه. ولكن مايكل أكسوورثي وعدة مؤرخين آخرين يتهمون طهماسب بأنه كان مدفوعًا في المقام الأول بالغيرة من انتصارات قائده العام اللامع المتواصلة، وهناك دواع للشك في أن قراره نجم عن مكيدة من البلاط في الحاشية الإمبراطورية المتلهف إلى تفوق الشاه نادر، وبالتالي تقليل نفوذه طهماسب. [بحاجة لمصدر]

## الحملة وحصاريريفان
أدى تمرد باترونا خليل الغوغائي، في هذا الوقت في القسطنطينية، إلى تغيير في القيادة أوصل محمود الأول إلى السلطة. عين السلطان محمود الأول رجل دولة نصف بندقي للقيادة في الشرق على رأس جيش ليثبت تراجع طهماسب. سعى طهماسب إلى الاستيلاء على أرمينيا وجورجيا وداغستان من الأتراك، هدافًا إلى ضم القوقاز إلى الهيمنة الفارسية كما كان الحال في زمن أجداده. قاد جيشًا قوامه 18,000 جنديًا إلى أرمينيا، حيث وجد نفسه يحرز انتصارًا على جيش عثماني بالقرب من يريفان.
رد حكيم أوغلو خان فوريًا بالانطلاق لفك حصار يريفان. قطع حكيم أوغلو الخط اللوجستي لطهماسب إلى تبريز، مدركًا أن طهماسب لم يتخذ أي إجراء احترازي لحماية خط اتصاله بالجنوب، ما أجبر طهماسب على الانسحاب وفك الحصار والعودة إلى تبريز. وقع طهماسب موقف عصيب عندما علم أن أحمد باشا دخل غرب بلاد فارس بقصد الاستيلاء على كرمانشاه وهمدان. عندما ظهر الجيشان الفارسي والعثماني لبعضهما، تبادل أحمد باشا وطهماسب الرسائل العديدة. تألف الجيش الفارسي إلى حد كبير من مجندين جدد (كان المحاربون القدامى يقومون بحملات بعيدة في الشرق بقيادة نادر) وشُكلوا على الطريقة التقليدية في ثلاثة فرق تشكل الوسط والجناحين.
يبدو أنه كان هناك مبادرة غير مقصودة بالبنادق من المشاة الفارسيين عديمي الخبرة، أدت إلى معركة ضارية، تغلب فيها سلاح الفرسان الفارسي على كلا الجناحين على نظرائهم ولكن خذلهم المشاة المتوترون في المركز الذين استسلموا بسهولة قبل تقدم الانكشاريون الذين التفتوا إلى مساعدة رفاقهم على الخيول في هجوم مضاد على الفرسان الفرس وهزموهم بدورهم أيضًا. سقطت تبريز أيضًا أمام حكيم أوغلو خان، وأكمل أحمد باشا مكاسبه بالاستيلاء على همدان.

## التداعيات
اضطر طهماسب إلى التوقيع على معاهدة وافق بموجبها على الحكم العثماني للقوقاز، مقابل استرداد تبريز وهمدان وكرمانشاه. أدى عجزه في هذا المشروع الخارجي إلى التوقيع على إحدى أكثر المعاهدات إهانةً في سلالته، ولكن بدا وكأن هذا لا يشغل باله لأنه سرعان ما عاد إلى أصفهان لاستئناف نمط حياته المترف الباذخ.
عندما اكتشف نادر الأحداث الكارثية التي صارت غربًا، تخلى عن جميع الغزوات في الشرق للعودة إلى أصفهان مع غضب كبير مبرر على سياسة الشاه غير الكفؤة، ومن الطبيعي أن تُغضبه لأنها جعلت إنجازات نادر الكبيرة ضد العثمانيين خلال العام السابق غير ذات أهمية على الإطلاق. أعطى ذلك نادر التبرير السياسي لإجبار طهماسب الثاني على التنازل عن العرش لصالح ابنه الرضيع عباس الثالث، ما جعل نادر السلطة العليا دون منازع، ومهد الطريق لإسقاط طهماسب في نهاية المطاف من حكم السلالة الصفوية تمامًا.